# تينن هولتز
تينن هولتز (بالإنجليزية: Tenen Holtz)‏ مواليد 17 فبراير 1887 في الإمبراطورية الروسية - الوفاة 1 يوليو 1971 في مقاطعة لوس أنجلوس، الولايات المتحدة، هو ممثل أمريكي بدأ مسيرته الفنية سنة 1926. من أعماله ثلاث فتيات مفقودات. امتدت مسيرته الفنية لأكثر من 35 عاما.

## روابط خارجية
- تينن هولتز على موقع IMDb (الإنجليزية)
- تينن هولتز على موقع قاعدة بيانات برودواي على الإنترنت (الإنجليزية)
- تينن هولتز على موقع قاعدة بيانات برودواي على الإنترنت (الإنجليزية)
- تينن هولتز على موقع قاعدة بيانات برودواي على الإنترنت (الإنجليزية)
- تينن هولتز على موقع قاعدة بيانات الفيلم (الإنجليزية)